# Lui Che Woo

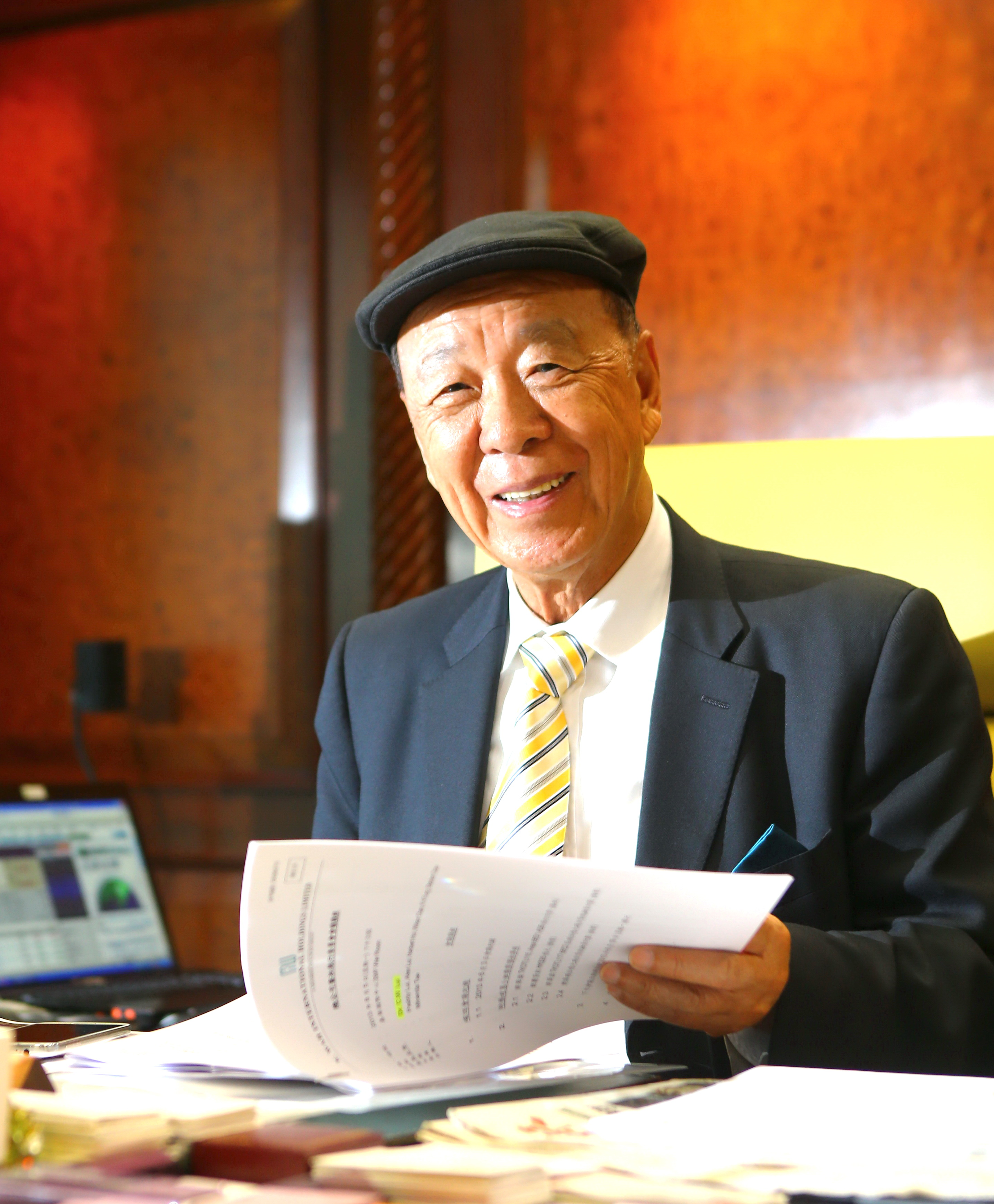
Lui Che Woo

Lui Che Woo (chinesisch 呂志和, Pinyin Lǚ Zhìhé; * 9. August 1929 in Jiangmen; † 7. November 2024) war ein chinesischer Unternehmer.

## Leben
Lui leitete den chinesischen Konzern K. Wah Group. Zu den Tochterunternehmen gehören Wah International Holdings Ltd., Galaxy Entertainment Group Limited, Stanford Hotels International Limited und K. Wah Construction Materials Limited. Nach Angaben des US-amerikanischen Forbes Magazine gehörte Lui 2013 zu den reichsten Chinesen und war in The World’s Billionaires gelistet. Lui war verheiratet, hatte fünf Kinder und wohnte in Hongkong.
Er war Stifter des nach ihm benannten Lui-Che-Woo-Preises, der bis 2019 jährlich in den drei Kategorien „Nachhaltigkeit“, „Verbesserung des Wohles in der Welt“ und „Verbreitung positiver Energie“ vergeben wurde. Der Preis war mit 2,2 Mio. Euro dotiert.